# Kailali (district)

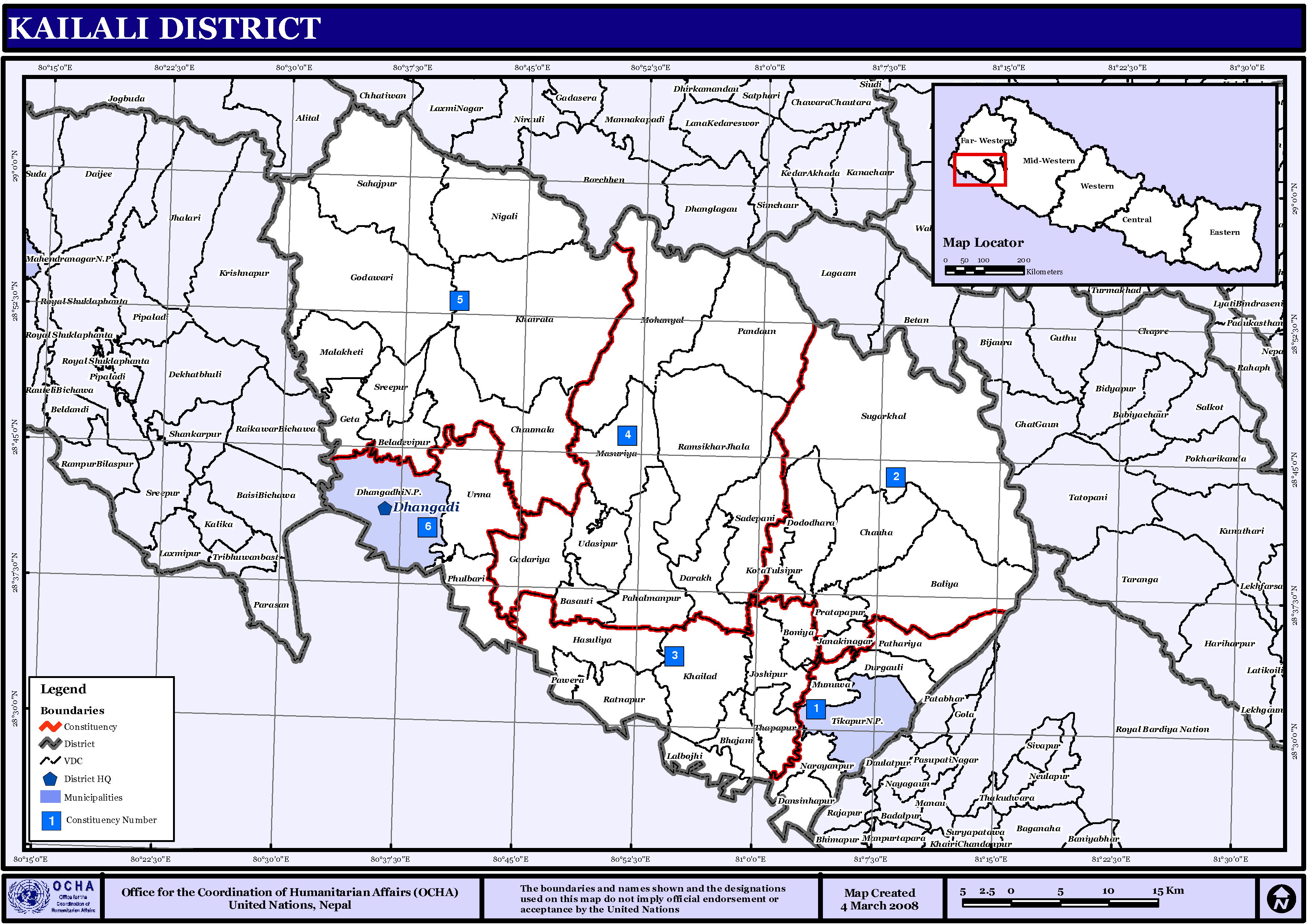
Kaart van Kailali

Kailali (Nepalees: कैलाली) is een van de 75 districten van Nepal*. Het district is gelegen in de bestuurlijke zone Seti en de hoofdstad is Dhangadhi.

## Stedenendorpscommissies[2][3]
- Stad: Nepalees: nagarpalika of N.P.; Engels: municipality;
- Dorpscommissie: Nepalees: panchayat; Engels: village development committee of VDC.
- Steden (2): Dhangadhi, Tikapur.
- Dorpscommissies (42): Baliya, Basauti, Beladevipur, Bhajani, Boniya, Chauha (of: Chuha), Chaumala, Dansinhapur (of: Dhansinghapur), Darakh, Dododhara, Durgauli, Gadariya, Geta, Godawari, Hasuliya, Janakinagar, Joshipur, Khailad, Khairala, Kota Tulsipur, Lalbojhi, Malakheti, Masuriya, Mohanyal, Munuwa, Narayanpur, Nigali, Pahalmanpur, Pandaun, Pathariya, Pawera, Phulwari, Pratapapur, Ramsikhar Jhala, Ratanpur, Sadepani, Sahajpur, Sreepur, Sugarkhal, Thapapur, Udasipur, Urma.

Achham · 
Arghakhanchi · 
Baglung · 
Baitadi · 
Bajhang · 
Bajura · 
Banke · 
Bara · 
Bardiya · 
Bhaktapur · 
Bhojpur · 
Chitwan · 
Dadeldhura · 
Dailekh · 
Dang · 
Darchula · 
Dhading · 
Dhankuta · 
Dhanusa · 
Dolkha · 
Dolpa · 
Doti · 
Gorkha · 
Gulmi · 
Humla · 
Ilam · 
Jajarkot · 
Jhapa · 
Jumla · 
Kailali · 
Kalikot · 
Kanchanpur · 
Kapilvastu · 
Kaski · 
Kathmandu · 
Kavrepalanchok · 
Khotang · 
Lalitpur · 
Lamjung · 
Mahottari · 
Makwanpur · 
Manang · 
Morang · 
Mugu · 
Mustang · 
Myagdi · 
Nawalparasi · 
Nuwakot · 
Okhaldhunga · 
Palpa · 
Panchthar · 
Parbat · 
Parsa · 
Pyuthan · 
Ramechhap · 
Rasuwa · 
Rautahat · 
Rolpa · 
Rukum · 
Rupandehi · 
Salyan · 
Sankhuwasabha · 
Saptari · 
Sarlahi · 
Sindhuli · 
Sindhulpalchok · 
Siraha · 
Solukhumbu · 
Sunsari · 
Surkhet · 
Syangja · 
Tanahu · 
Taplejung · 
Terhathum · 
Udayapur